# Cantón de Pesmes
El cantón de Pesmes era una división administrativa francesa, que estaba situada en el departamento de Alto Saona y la región de Franco Condado.

## Composición
El cantón estaba formado por dieciocho comunas:
- Arsans
- Bard-lès-Pesmes
- Bresilley
- Broye-Aubigney-Montseugny
- Chancey
- Chaumercenne
- Chevigney
- La Grande-Résie
- La Résie-Saint-Martin
- Lieucourt
- Malans
- Montagney
- Motey-Besuche
- Pesmes
- Sauvigney-lès-Pesmes
- Vadans
- Valay
- Venère

## Supresión del cantón de Pesmes
En aplicación del Decreto n.º 2014-164 de 17 de febrero de 2014, el cantón de Pesmes fue suprimido el 22 de marzo de 2015 y sus 18 comunas pasaron a formar parte del nuevo cantón de Marnay.